# Borj-e Milad

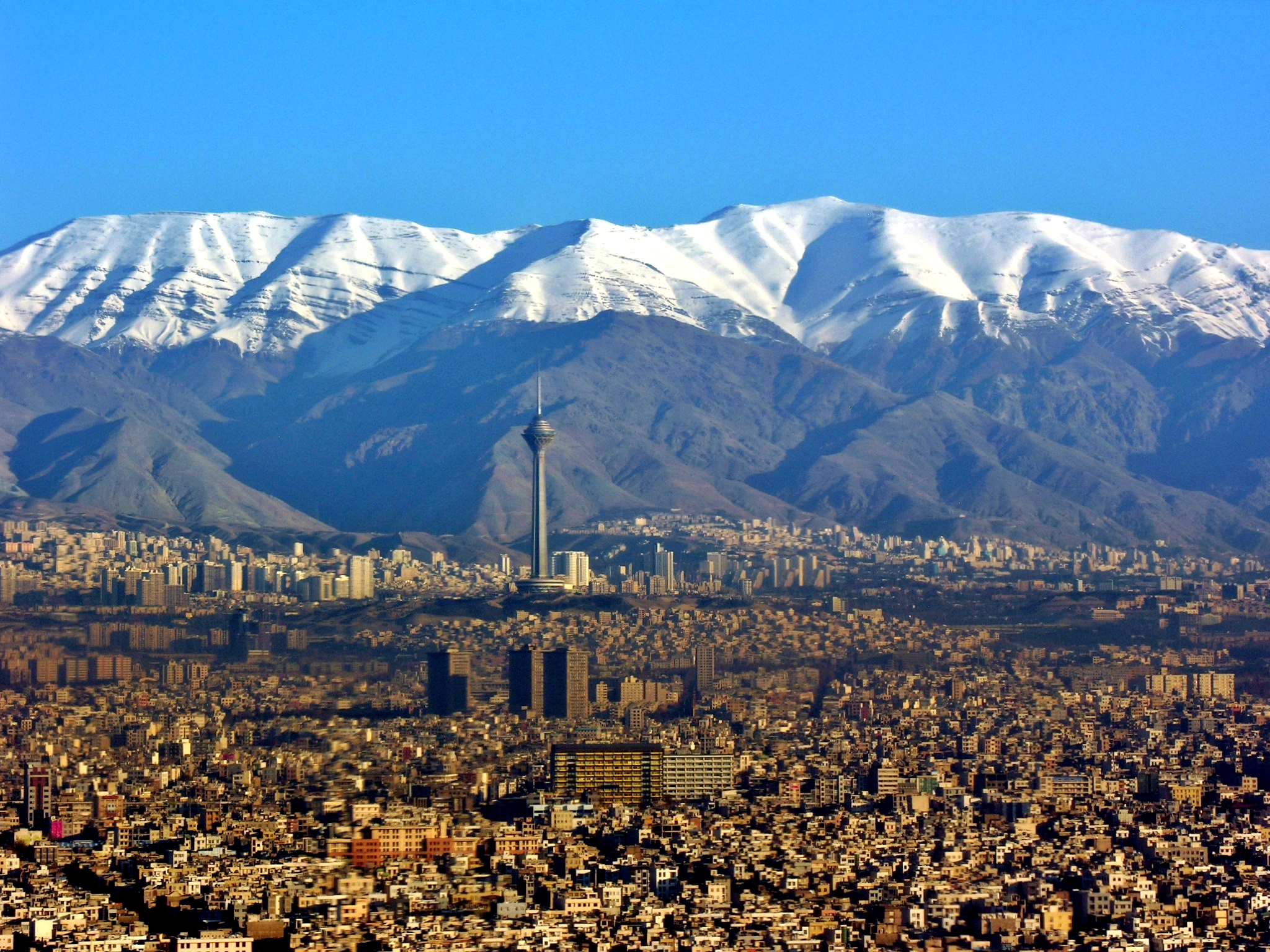

Borj-e Milad este cel mai înalt turn din Iran. Construit în Teheran, acesta are 435 m înalțime de la baza până la vârful antenei.